# 王統
王 統（おう とう、? - 392年）は、五胡十六国時代前秦の軍人。秦州休屠（匈奴の部族名）の出身。父は王擢。弟は王広。前秦・後秦に仕えた。

## 生涯
父の王擢は隴西一帯の実力者であり、仕えた各王朝より厚遇された。
354年11月、王擢は殺害の危険を恐れ、前涼から前秦に逃れ、尚書として仕えた。
王統も前秦に仕え、359年、扶風内史に任じられた。
371年2月、益州刺史に任じられた。
3月、左衛将軍苻雅に従い、歩騎7万で仇池討伐に向かい、仇池を滅ぼした。
12月、王統は隴西に割拠していた乞伏司繁を攻めた。乞伏司繁は3万騎を率いて苑川（現在の甘粛省蘭州市楡中県）で迎撃した。王統は密かに度堅山（現在の甘粛省白銀市靖遠県）に向かい、攻撃した。乞伏司繁の部落5万余が王統に降伏したため、乞伏司繁の軍は戦わずして壊滅した。乞伏司繁は帰る場所を失い、王統の元へ出向いて降伏した。
373年9月、王統は秘書監朱肜と2万の兵を率いて漢川から、前禁将軍毛当・鷹揚将軍徐成は3万の兵を率いて剣門から梁州・益州の攻略にかかった。東晋の梁州刺史楊亮の軍と青谷で戦い、東晋軍を破った。楊亮は西城へ退却し、守りを固めた。王統らは漢中を攻略し、徐成は剣門を攻めて勝利した。
11月、梁州・益州は前秦の領するところとなった。戦後、苻堅より、南秦州刺史に任じられ、仇池を鎮守した。
376年5月、使持節・武衛将軍苟萇率いる歩騎13万が前涼討伐に向かった。苻堅は涼州刺史に任じられていた王統・秦州刺史苟池・河州刺史李弁に、苟萇軍の後続として前涼に向かわせた。
8月、中書令梁熙・歩兵校尉姚萇・王統・李弁らは清石津を渡り、前涼の驍烈将軍梁済が守る河会城を攻め降した。苟萇らと合流し、纏縮城を攻略した。前秦軍は姑臧に至り、前涼を滅ぼした。
385年2月、弟で益州刺史の王広が、益州の兵3万を伴い、隴西にいる王統のもとにやってきた。
11月、王統と王広は皇帝苻丕に使いを送り、後秦を撃つことを請うた。苻丕は大いに悦び、王統を鎮西大将軍・開府儀同三司・散騎常侍・秦州牧、王広を安西将軍・益州牧に任じた。
386年2月、王広が車騎大将軍毛興を攻めた。
3月、王統は王広を助け、毛興は嬰城に籠った。
4月、毛興は王広を襲撃して、これを破り、王広は秦州に敗走した。勢いに乗った毛興は王統を攻め、王統は上邽に籠った。
8月、姚碩徳が後秦の皇帝・姚萇に呼応して挙兵した。姚碩徳は王統と対峙し、姚萇も合流して王統を攻めた。戦況は徐々に後秦側に傾いた。
9月、王統は後秦に降伏した。
392年3月、姚萇は病症にあり、皇太子姚興は征南将軍姚方成から「いまだ賊は滅びず、陛下は病症の身です。王統らは部曲を持ち、後の災いとなりましょう。これを除くべきです」との進言を受け、王統らを殺した。

## 人物・逸話
- 姚萇が王統を攻めると、周辺の胡族らが多く呼応した。そのうちの一人、吉成詵が姚萇に言った。「秦州は人多く、地は険峻にして、賢才はまるで林のごとく、用武の国と言えます。王秦州（王統）は賢才を抜擢して三分鼎足の形成を成さず、坐して珠玉をもてあそぶばかりでした。陛下にはどうか秦州の金帛を散じて六軍に施し、賢人を顕彰し、善なる者を表彰して州人の望むところに叶いますように」姚萇はこの意見を容れた[8]。

- 姚興らが王統らを殺したと聞くと、姚萇は「王統兄弟は州里を同じくする仲であり、怪しい意図など抱いてはいなかった。徐成らはかつての秦朝における名将であって、わしは天下が少しく定まったら任務を委ねようと考えていたのだ。どうしてこれらを誅して気落ちさせるのだ」と、怒って言った。[9]